# Parcani (Sopot)

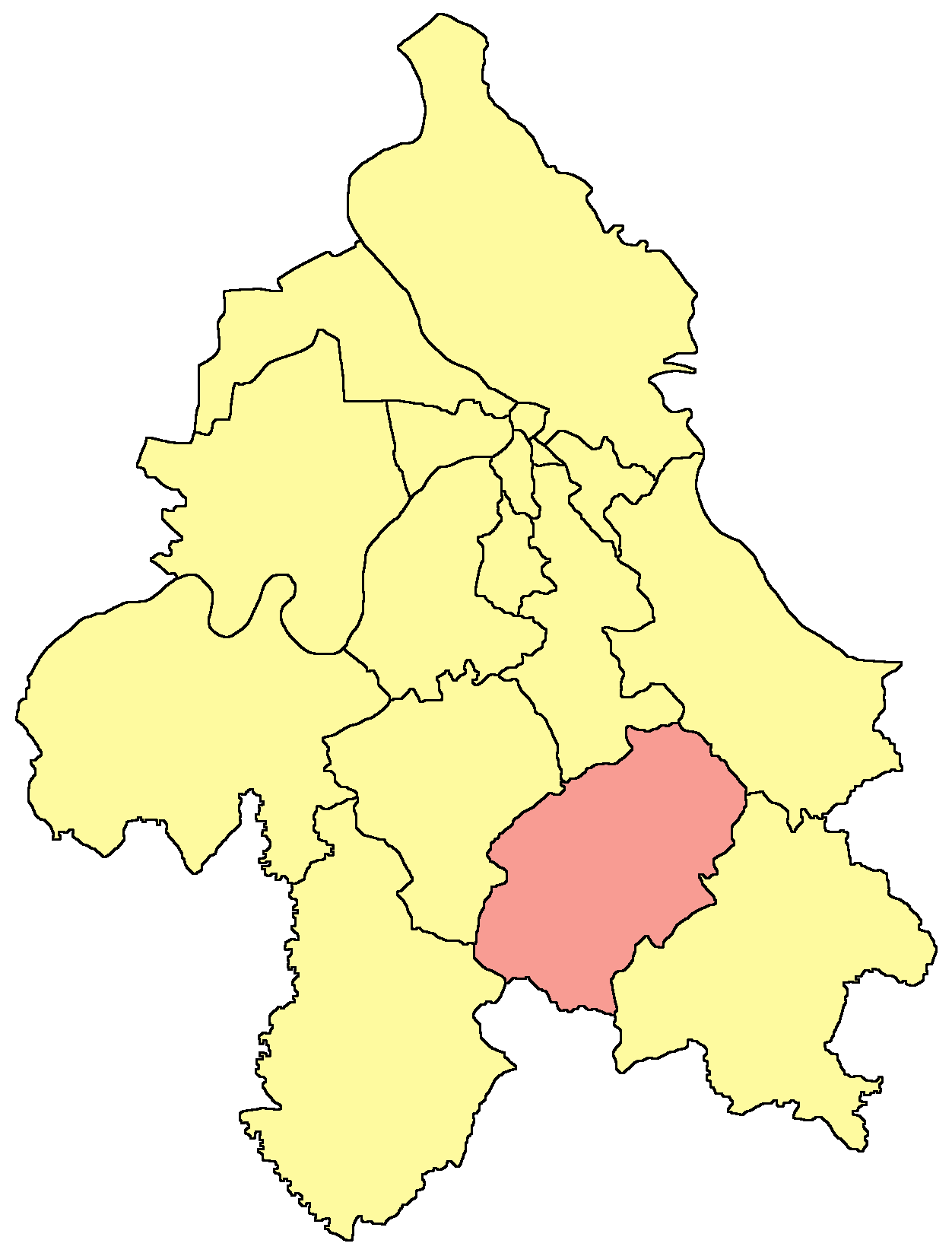
Locatie in district Belgrado

Parcani (Servisch cyrillisch Парцани) is een plaats in de Servische gemeente Sopot. De plaats telt 657 inwoners (2002).